# كيوترو
كيوترو، (بالإنجليزية: Cutro)‏، هي مدينة و (بلدية) في مقاطعة كروتوني، منطقة كالابريا، إيطاليا. يطلق عليها «مدينة الشطرنج». إنه مكان ولادة اللاعب Vincenzo Iaquinta، لاعب كرة القدم الحائز على كأس العالم، والذي لعب لنادي يوفنتوس الإيطالي.

## السكان
في سنة 1861 بلغ عدد السكان 2٬881 نسمة، وتطور العدد ليصل في سنة 2011 لـ 10٬065 نسمة.
يظهر هذا المخطط البياني تطور النمو السكاني لـ كيوترو

## توأمة
لكيوترو اتفاقيات توأمة مع كل من:
- سالسومادجوري تيرمي
- فيادانا لومباردي

## أعلام
- ليوناردو دا كوتري